# Ministerstvo státního majetku (Polsko)
Ministerstvo státního majetku (polsky Ministerstwo Aktywów Państwowych) má odpovědnost za státní majetek, spravuje vytěžené nerostné suroviny a komunikaci. Dle nařízení předsedy vlády ministerstvo spravuje i státní podniky. Ministerstvo vzniklo v důsledku transformace Ministerstva energetiky.
Ministerstvo má stejné kompetence jako zrušené Ministerstvo státní pokladny a částečně Ministerstva energetiky, část byla předána Ministerstvu životního prostředí.

## Úkoly
Mezi úkoly ministerstva patří:
- Zajištění energie pro občany
- Provádění energetické politiky
- Formování energetické politiky v Evropské unii a pozice Polské republiky na mezinárodních fórech
- Diverzikace zdrojů dodávek energie
- Iniciování rozvoje inovačních technologií
- Informování obyvatel o aspektech rozvoje a fungování v energetické oblasti

## Seznam ministrů státního majetku
Na seznamu se nachází i ministři bývalého ministerstva státní pokladny a ministerstva privatizace.
|                               |                                 | Fotografie         | Jméno a Politická strana    | Začátek a Konec úřadu | Začátek a Konec úřadu | Délka v úřadě | ve vládě                           |
| ----------------------------- | ------------------------------- | ------------------ | --------------------------- | --------------------- | --------------------- | ------------- | ---------------------------------- |
| Ministerstvo privatizace      |                                 |                    |                             |                       |                       |               |                                    |
| 1.                            |                                 |                    | Waldemar Kuczyński (UD)     | 14. září 1990         | 12. ledna 1991        | 120 dní       | Vláda Tadeusze Mazowieckého        |
| 2.                            |                                 |                    | Janusz Lewandowski (KLD)    | 12. leden 1991        | 23. prosince 1991     | 345 dní       | Vláda Jana Krzysztofa Bieleckého   |
| 2.                            | 11. červenec 1992               | 26. říjen 1993     | Janusz Lewandowski (KLD)    | 472 dní               | Vláda Hanny Suchocké  |               |                                    |
| 3.                            |                                 |                    | Wiesław Kaczmarek (SdRP)    | 26. říjen 1993        | 30. září 1996         | 1070 dní      | Druhá vláda Waldemara Pawlaka      |
| 3.                            | Vláda Józefa Oleksyho           |                    | Wiesław Kaczmarek (SdRP)    | 26. říjen 1993        | 30. září 1996         | 1070 dní      |                                    |
| 3.                            | Vláda Włodzimierze Cimoszewicze |                    | Wiesław Kaczmarek (SdRP)    | 26. říjen 1993        | 30. září 1996         | 1070 dní      |                                    |
| Ministerstvo státní pokladny  |                                 |                    |                             |                       |                       |               |                                    |
| 4.                            |                                 |                    | Mirosław Pietrewicz (PSL)   | 1. říjen 1996         | 31. říjen 1997        | 395 dní       |                                    |
| 5.                            |                                 |                    | Emil Wąsacz                 | 31. říjen 1997        | 16. srpen 2000        | 1020 dní      | Vláda Jerzyho Buzka                |
| 6.                            |                                 |                    | Andrzej Chronowski (RS AWS) | 16. srpen 2000        | 28. února 2001        | 196 dní       | Vláda Jerzyho Buzka                |
| 7.                            |                                 |                    | Aldona Kamela-Sowińska      | 28. únor 2001         | 19. říjem 2001        | 233 dní       | Vláda Jerzyho Buzka                |
| (3.) 8.                       |                                 |                    | Wiesław Kaczmarek (SLD)     | 19 říjen 2001         | 7. leden 2003         | 445 dní       | Vláda Leszka Millera               |
| 9.                            |                                 |                    | Sławomir Cytrycki (SLD)     | 7. leden 2003         | 2. duben 2003         | 85 dní        | Vláda Leszka Millera               |
| 10.                           |                                 |                    | Piotr Czyżewski             | 2. duben 2003         | 21. leden 2004        | 294 dní       | Vláda Leszka Millera               |
| 11.                           |                                 |                    | Zbigniew Kaniewski (SLD)    | 28. leden 2004        | 2. květen 2004        | 95. dní       | Vláda Leszka Millera               |
| 12.                           |                                 |                    | Jacek Socha                 | 2. květen 2004        | 31 říjen 2005         | 547 dní       | První vláda Marka Belky            |
| 12.                           | Druhá vláda Marka Belky         |                    | Jacek Socha                 | 2. květen 2004        | 31 říjen 2005         | 547 dní       |                                    |
| 13.                           |                                 |                    | Andrzej Mikosz              | 31. říjen 2005        | 3. leden 2006         | 64 dní        | Vláda Kazimierze Marcinkiewicze    |
| 14.                           |                                 |                    | Wojciech Jasiński (PiS)     | 15. únor 2006         | 7. září 2007          | 596 dní       | Vláda Jarosława Kaczyńského        |
| 14.                           | 11. září 2007                   | 16. listopadu 2007 | Wojciech Jasiński (PiS)     | 66 dní                |                       |               | Vláda Jarosława Kaczyńského        |
| 15.                           |                                 |                    | Aleksander Grad (PO)        | 16. listopad 2007     | 18. listopad 2011     | 1463 dní      | První vláda Donalda Tuska          |
| 16.                           |                                 |                    | Mikołaj Budzanowski         | 18. listopad 2011     | 24. duben 2013        | 523 dní       | Druhá vláda Donalda Tuska          |
| 17.                           |                                 |                    | Włodzimierz Karpiński (PO)  | 24. duben 2013        | 15. června 2015       | 782 dní       | Vláda Ewy Kopaczové                |
| 18.                           |                                 |                    | Andzej Czerwiński (PO)      | 16. červen 2015       | 16. listopad 2015     | 153 dní       | Vláda Ewy Kopaczové                |
| 19.                           |                                 |                    | Dawid Jackiewicz (PiS)      | 16. listopadu 2015    | 15. září 2016         | 304 dní       | Vláda Beaty Szydłové               |
| Ministerstvo státního majetku |                                 |                    |                             |                       |                       |               |                                    |
| 20.                           |                                 |                    | Jacek Sasin (PiS)           | 15. listopadu 2019    | 26. listopadu 2023    |               | Druhá vláda Mateusza Morawieckiego |
| 21.                           |                                 |                    | Marzena Małek               | 26. listopadu 2023    | 13. prosince 2023     |               | Třetí vláda Mateusze Morawieckého  |
| 22.                           |                                 |                    | Borys Budka (PO)            | 13. prosince 2023     | 13. května 2024       |               | Třetí vláda Donalda Tuska          |
| 23.                           |                                 |                    | Jakub Jaworowski            | 13. května 2024       |                       |               | Třetí vláda Donalda Tuska          |